# Basílica de Santa Maria da Vitória
Santa Maria della Vittoria ou Basílica de Santa Maria da Vitória é uma igreja titular no rione Sallustiano de Roma, Itália, dedicada à Nossa Senhora. É famosa por abrigar a obra-prima de Gian Lorenzo Bernini na Capela Cornaro, a estátua do "Êxtase de Santa Teresa". A igreja fica no rione Sallustiano, na esquina da Via XX Settembre com o Largo Santa Susanna, ao lado da Fontana dell'Acqua Felice, e sua fachada espelha a de Santa Susanna, do outro lado do largo.
O cardeal-presbítero protetor do título de Santa Maria da Vitória é Sean Patrick O'Malley, O.F.M.Cap., arcebispo de Boston.

## História
A igreja começou em 1605 com uma capela dedicada a São Paulo utilizada pelos carmelitas descalços. Depois da vitória católica na Batalha da Montanha Branca em 1620, que interrompeu o avanço da Reforma na Boêmia, a igreja foi rededicada à Nossa Senhora. Estandartes otomanos capturados no Cerco de Viena (1683) estão pendurados na igreja como parte do tema da "Vitória".
Os carmelitas descalços financiaram as obras da construção até a descoberta, durante as escavações, do famoso "Hermafrodita Borghese", atualmente no Louvre. Scipione Borghese, sobrinho do papa Paulo V, se apoderou da escultura, mas, em troca, financiou o resto do trabalho na fachada e emprestou seu arquiteto, Giovanni Battista Soria, para os frades. A obra terminou em 1626.

## Exterior
A igreja é a única estrutura projetada e completada pelo arquiteto do barroco primitivo Carlo Maderno, embora o interior tenha sofrido muitos danos num incêndio em 1833, o que exigiu uma ampla restauração. Sua fachada foi erigida por Soria ainda durante a vida de Maderno (1624-6) e revela a inconfundível influência da vizinha fachada de Santa Susanna, logo em frente.

## Interior
O interior é composto por uma larga nave recoberta por uma baixa abóbada segmentada, com três capelas laterais interconectadas atrás de arcos separados por colossais pilastras coríntias encimadas por capiteis dourados que sustentam um rico entablamento. Revestimentos de mármore de cores contrastantes são enriquecidos por anjos e cupidos em estuque branco e dourado em alto relevo. O interior foi decorado ainda mais após a morte de Maderno. A abóbada recebeu, em 1675, afrescos de temas triunfais dentro em formas delimitadas por molduras falsas: "A Virgem Maria Triunfando sobre a Heresia" e "A Queda dos Anjos Rebeldes", todos Giovanni Domenico Cerrini.
Entre as demais obras estão o "Sonho de São José", de Domenico Guidi, no braço esquerdo do transepto, que está ladeado por painéis em relevo de Pierre Etienne Monnot e o monumento funerário  do cardeal Berlinghiero Gessi. Há ainda pinturas de Guercino, Nicolas Lorrain e Domenichino. Finalmente, a igreja é o local de repouso final de Santa Vitória, cujas relíquias estão em exibição.

### Capela Cornaro
Abrigado na Capela Cornaro, à esquerda do altar, está a obra prima de Bernini, "Êxtase de Santa Teresa". Ela foi baseada num vívido episódio relatado por Santa Teresa de Ávila em sua autobiografia. Segundo Teresa, ela viu um serafim atravessando seu coração com uma lança dourada, o que lhe causou tanto uma intensa alegria quanto uma intensa dor. A roupa esvoaçante e a pose contorcida são muito diferentes dos limites clássicos e revelam um transe mais apaixonado e quase voluptuoso.

## Galeria

Imagens da igreja
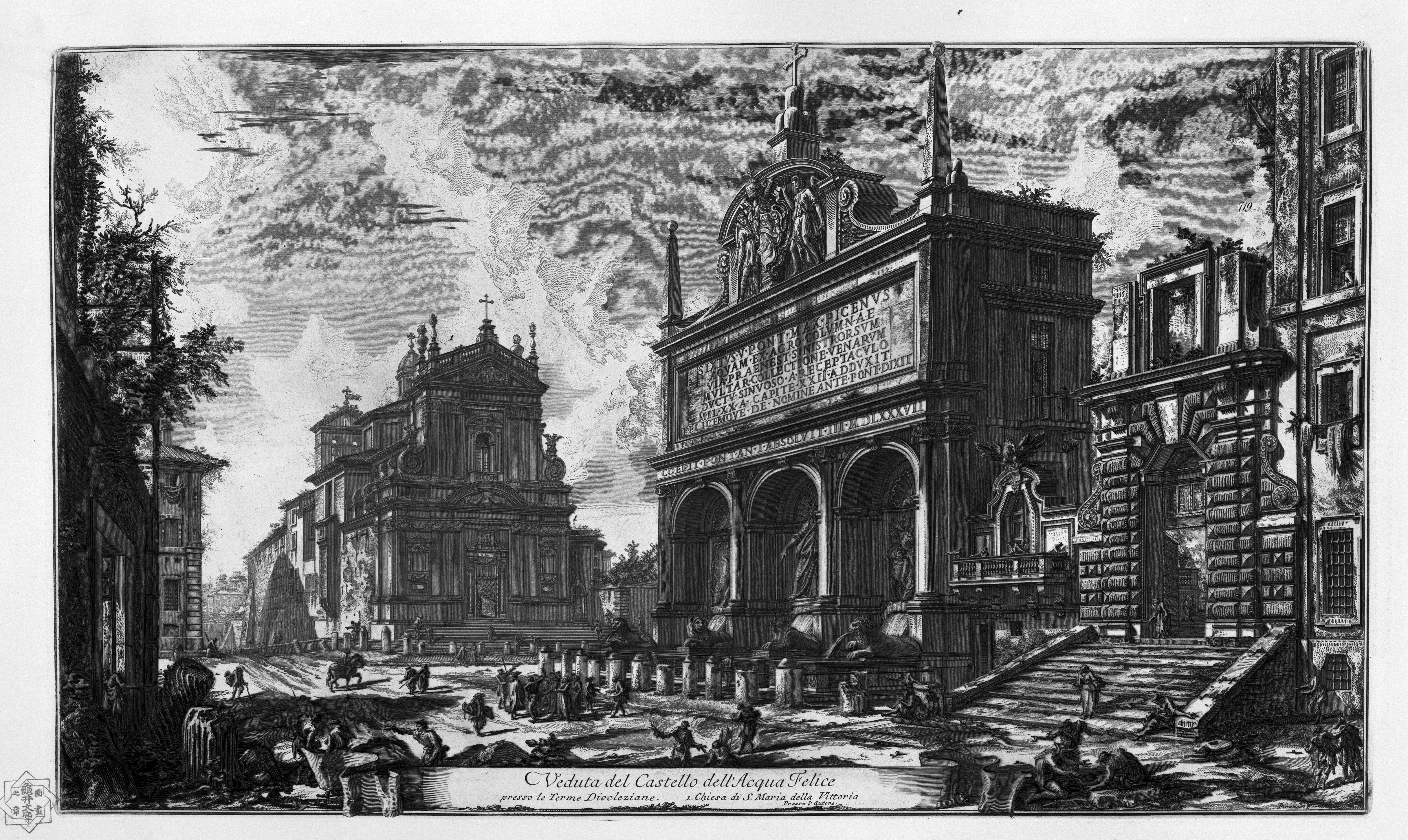
Gravura de Piranesi (séc. XVIII), com Santa Maria ao fundo e a Fontana dell'Acqua Felice em primeiro plano.
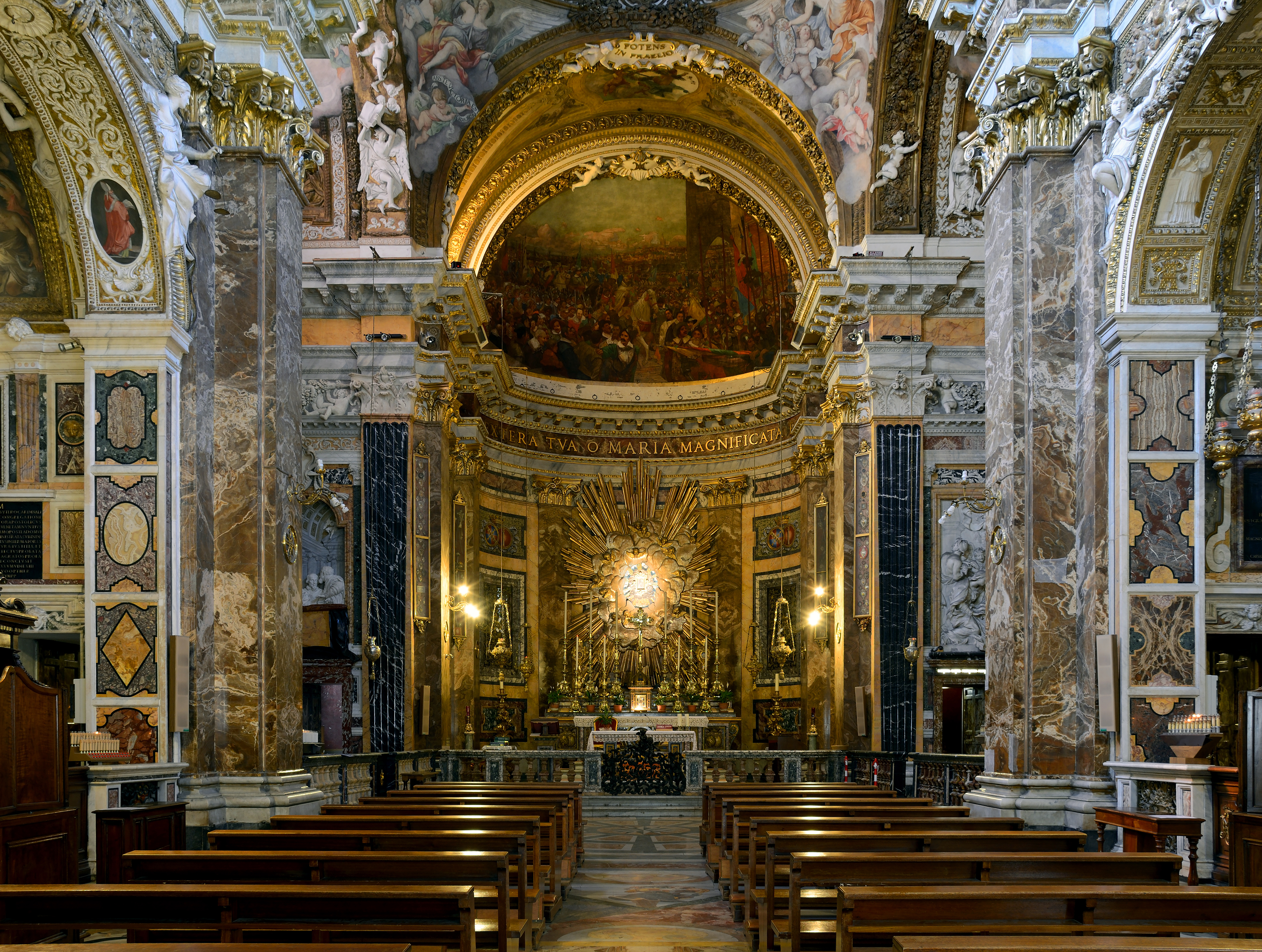
Vista do interior.
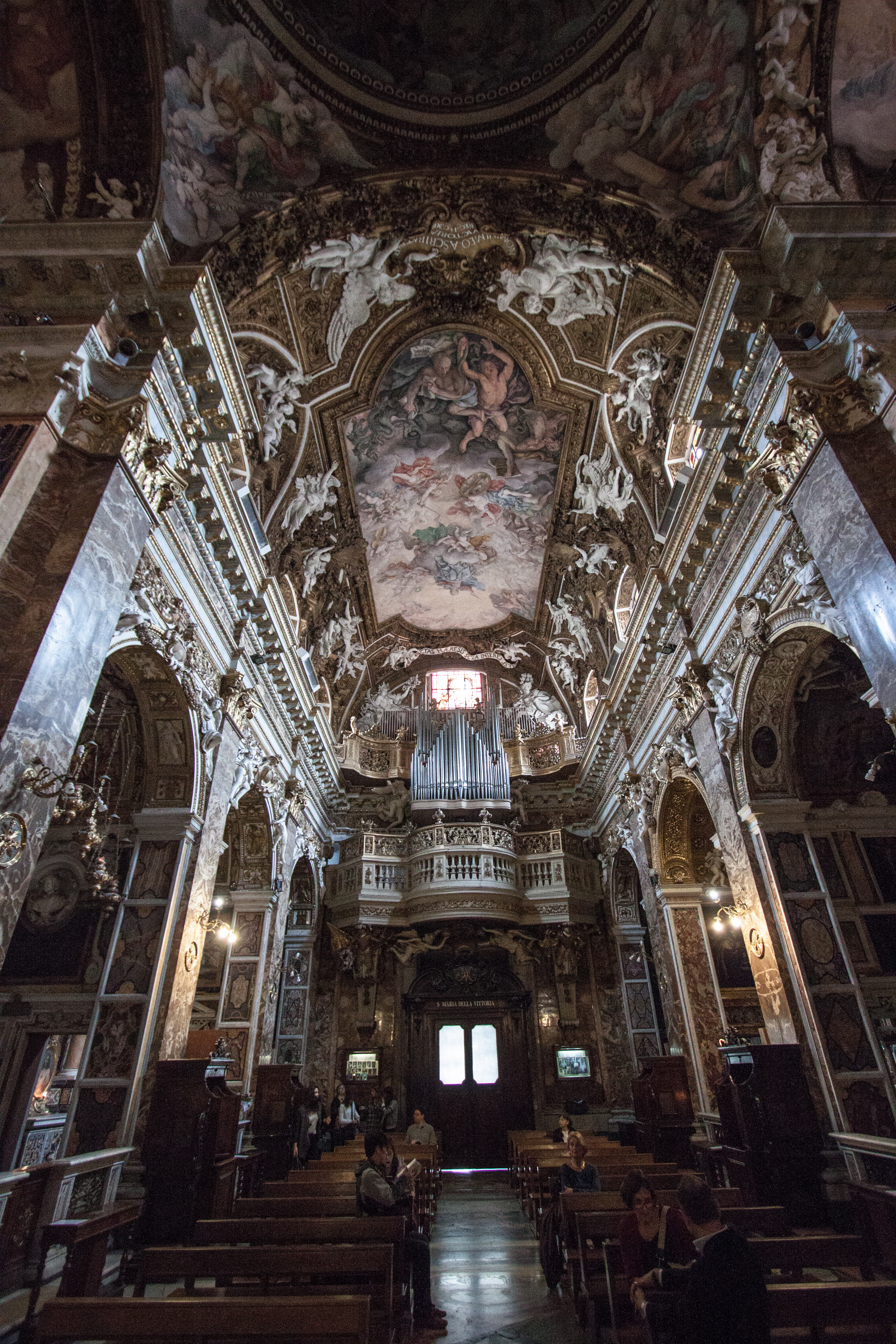
Vista da contra-fachada e o órgão.
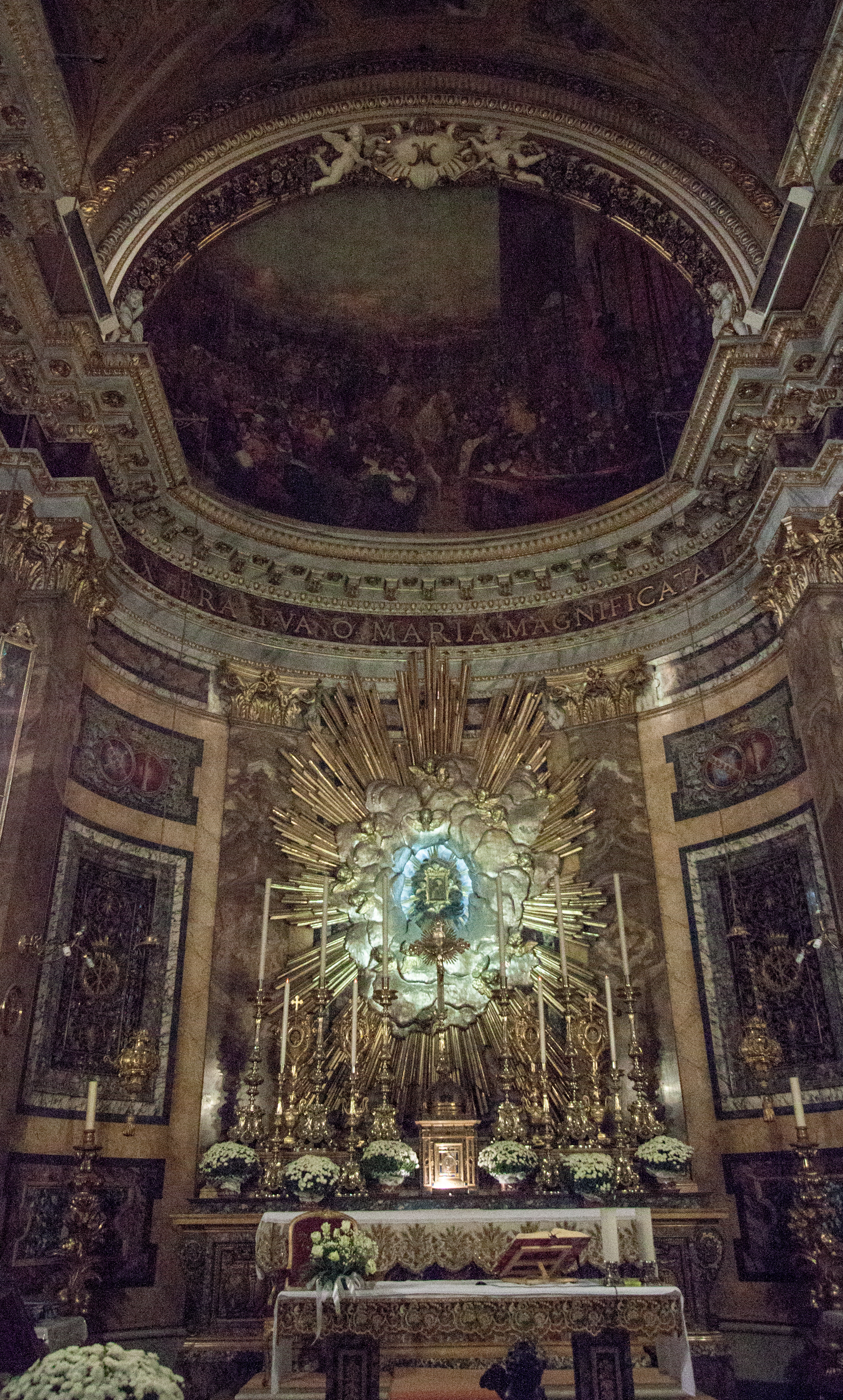
Altar-mor
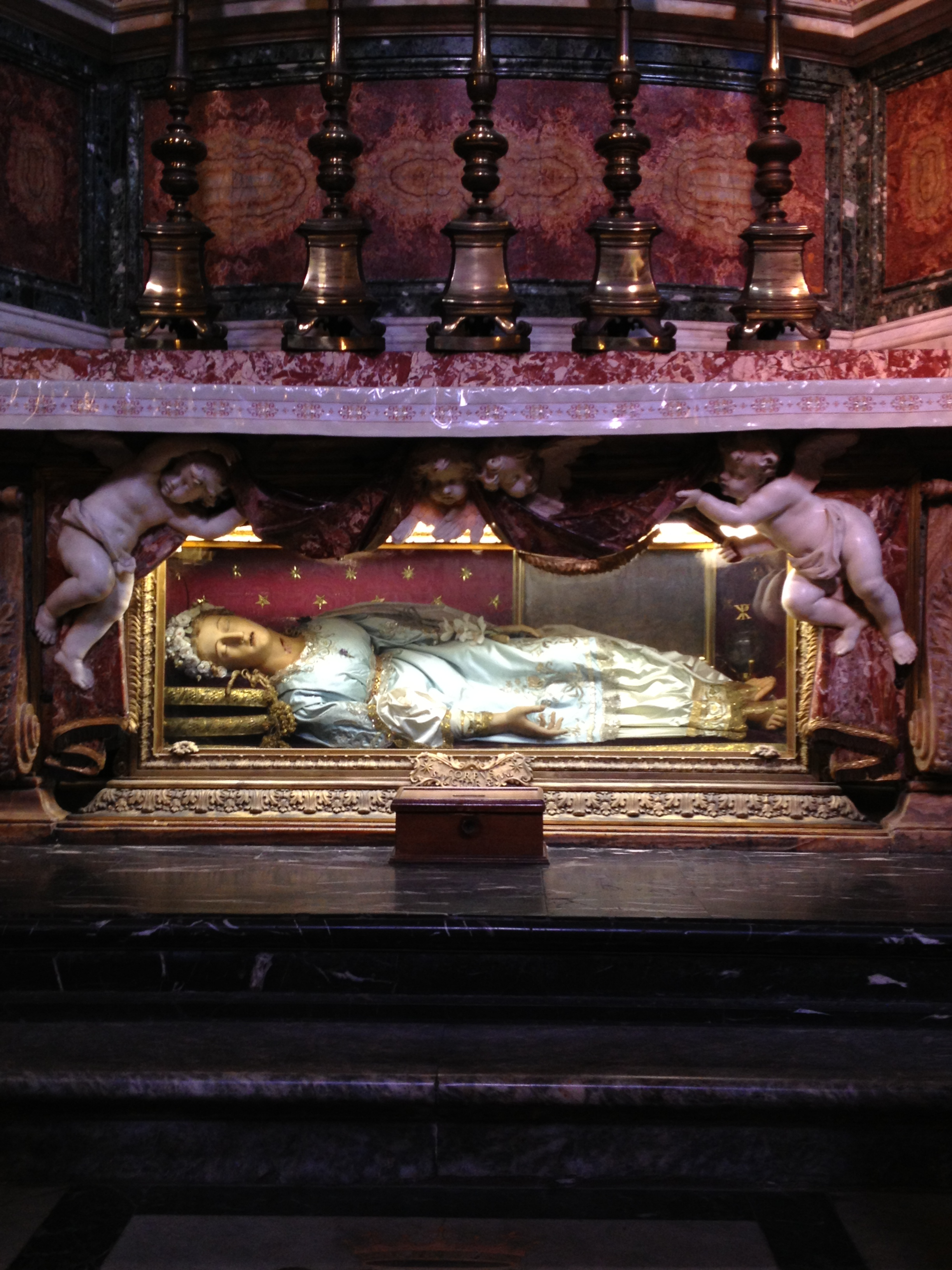
Túmulo de Santa Vitória.
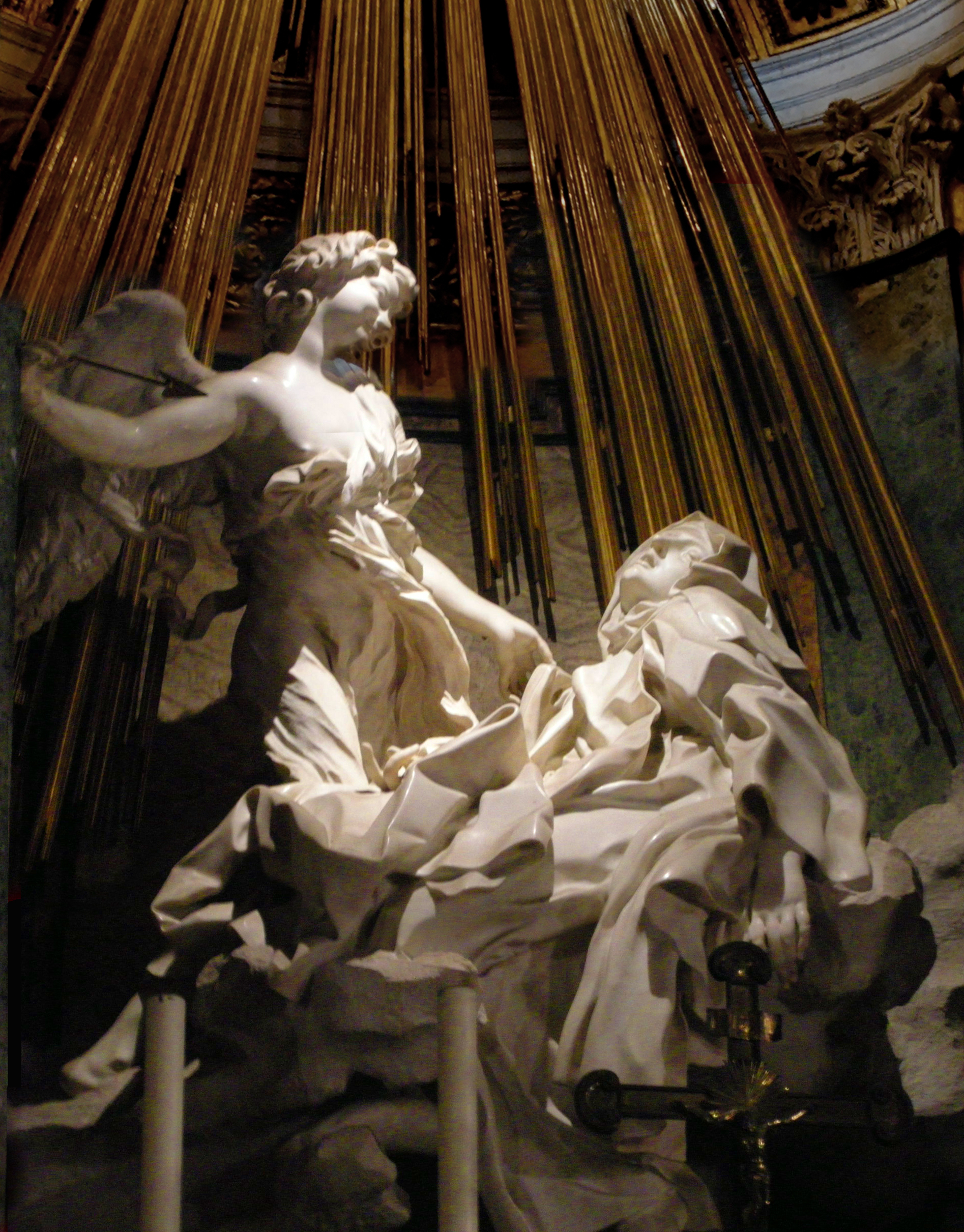
Êxtase de Santa Teresa, a obra-prima de Bernini, na Capela Ornaro.